# كلية سعيد لإدارة الأعمال

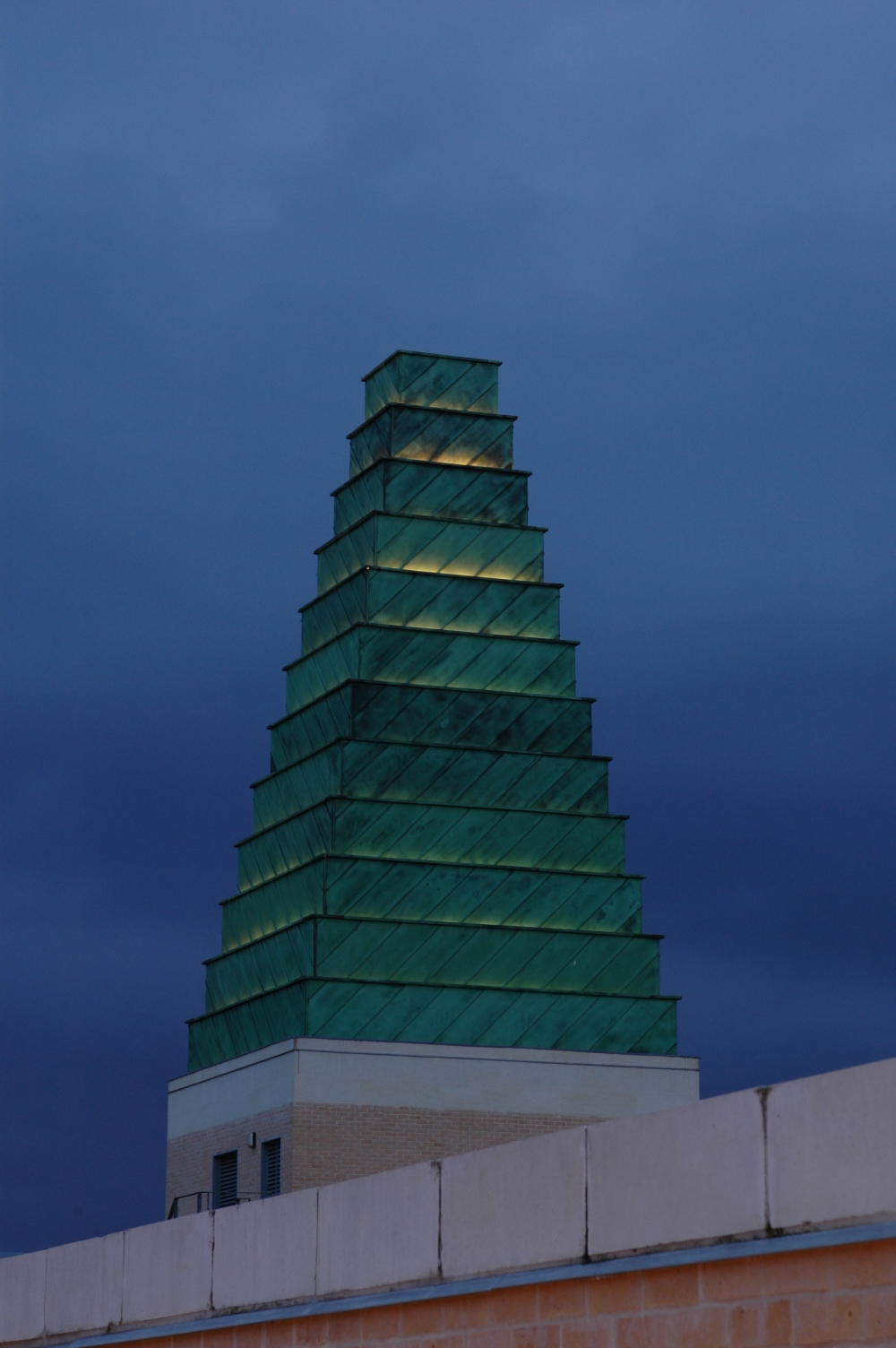
كلية سعيد لإدارة الأعمال في جامعة أكسفورد في بريطانيا

كلية سعيد لإدارة الإعمال هي كلية في جامعة أكسفورد تقوم بتدريس إدارة الأعمال للمنتسبين فيها وتعتبر من أقوى الكليات في بريطانيا.أنشئت عام 1996 على يد المليونير السوري السعودي وفيق رضا سعيد حيث قام بتبرع بمبلغ 23 مليون جنيه استرليني وقامت الجامعة بتسمية الكلية باسمه.